# Armin Krügel
Armin Krügel ist ein ehemaliger Schweizer Nordischer Kombinierer und heutiger Skisprungfunktionär.

## Werdegang
Krügel gab sein internationales Debüt im Winter 1994/95 im Rahmen des B-Weltcups der Nordischen Kombination. Nachdem er dort in der ersten Saison auf Rang 20 der Gesamtwertung gelandet war und dabei in Calgary im Februar 1995 mit Rang zwei einen ersten Podestplatz erreicht hatte, startete er als Mitglied des Schweizer Teams bei der Nordischen Skiweltmeisterschaft 1995 in Thunder Bay. Dort gewann er im Teamwettbewerb gemeinsam mit Markus Wüst, Stefan Wittwer und Jean-Yves Cuendet die Bronzemedaille. Bei den folgenden Schweizer Meisterschaften in der Nordischen Kombination 1995 in St. Moritz sicherte sich Krügel hinter Marco Zarucchi und Cuendet die Bronzemedaille.
Im folgenden Winter 1995/96 erreichte Krügel erneut gute Leistungen im B-Weltcup und bestritt daraufhin am 16. Dezember 1995 in St. Moritz sein erstes Rennen im Weltcup der Nordischen Kombination. Nachdem er im Weltcup Rang 63 der Gesamtwertung erreicht hatte, gelang ihm im B-Weltcup mit Platz 15 sein bestes Karriereergebnis. Bis 1998 blieb Krügel noch im B-Weltcup aktiv und erreichte in den folgenden Wintern die Plätze 26 und 40 der dortigen Gesamtwertung.